# Ruleta destinului
One Tree Hill („Ruleta destinului”) este un serial pentru adolescenți creat de Mark Schwahn, a cărui acțiune se petrece într-un orășel fictiv din statul federal american North Carolina, numit astfel după cântecul celor de la U2 „One Tree Hill”. Mark Schwahn plănuise inițial acest proiect ca un film de lung-metraj ce avea să se numească în engleză Unkindness of Ravens („Corbii”).

## Prezentarea personajelor
Lucas Eugene Scott (interpretat de Chad Michael Murray in sezoanele 1-6)
- fiul lui Karen Roe si Dan Scott
- fratele vitreg al lui Nathan
- cel mai bun prieten al lui Haley
- indragostit de Peyton
- iese cu Brooke, pe care o insala cu Peyton (sezonul 1), iese cu Anna (sezonul 2), se impaca cu Brooke (sezonul 3), iese cu Peyton (sezonul 4), se logodeste cu Lindsey (sezonul 5), se casatoreste cu Peyton (sezonul 6)
- autorului romanelor "Ravens" si "The Comet"
- scenarist pentru filmul "Ravens"

Nathan Royal Scott (interpretat de James Lafferty in sezoanele 1-9 fiul lui Deb si Dan Scott
- fratele vitreg al lui Lucas
- vedeta a echipei de baschet Ravens a liceului din Tree Hill
- la inceput era cu Peyton (sezonul 1)
- se emancipează de sub tutela parintilor inca din liceu
- se îndrăgostește de Haley cu care se casatoreste inca dn timpul liceului
- tatal lui Jamie Lucas Scott (sezonul 4)
- tatăl ai Lydia Bob Scott (sezonul 8)
- jucator de baschet in NBA (sezonul 6)

 Brooke Penelope Davis (interpretata de Sophia Bush in sezoanele 1-9)
- conducătoarea majoretelor si presedinta elevilor in timpul liceului
- se îndrăgostește de Lucas care o insala cu Peyton (sezonul 1), si ea se supara cu amandoi, dar se impaca cu ei si iese iar cu Lucas (sezonul 3), se indragoste de Julian (sezonul 6)
- Creatoare de modă și fondatoare firmei Clothes over Bros, alaturi de mama sa
- o adopta pe Angie (sezonul 5), dar trebuie sa o dea inapoi si pe adolescenta Sam (sezonul 6) care se mută la mama ei naturala
- se indragosteste de Julien (sezonul 6)
- se casatoreste cu Julien
- Naste 2 baieti gemeni (sezonul 8)

Peyton Elizabeth Sawyer (Scott) (interpretata de Hilarie Burton in sezoanele 1-6)
- Face parte din echipa de majorete si este o artista introvertita
- mama ei, Anna Sawyer a murit intr-un accident de masina cand Peyton era mică
- Brooke e cea mai buna prietenă a ei de cand erau mici
- tatăl ei este plecat aproape tot timpul si trebuie sa-si poarte singura de grija
- a ieșit cu Nathan (sezonul 1), dar se indragosteste de Lucas cu care se combina in secret (sezonul 1)
- se împrietenește cu Jack cu care va iesi (sezonul 2)
- deschide clubul Tric impreună cu Karen (sezonul 2)
- isi cunoaste mama naturală, pe Ellie, care moare de cancer (sezonul 3)
- e ranita in timpul atacului din liceu (sezonul 3)
- e hartuita de așa-zisul sau frate vitreg Derek (un impostor) (sezonul 4)
- isi deschide propriul studio de inregistrări cu ajutorul lui Brooke in Tree Hill (sezonul 5)
- se impacă cu Lucas cu care se marita si naste o fetiță, Sawyer (sezonul 6)

Haley James Scott (interpretata de Bethany Joy Galeotti in sezoanele 1-7)
- cea mai buna prietena a lui Lucas
- da meditatii la liceu
- se indragosteste de Nathan cu care se marita (sezonul 1) si il naste pe Jamie (sezonul 4) si pe Lydia (sezonul 8)
- se duce in turneu (sezonul 2)
- e profesoara de literatura la Tree Hill (sezonul 5-6) pana e concediata

## Prezentarea sezoanelor
- Sezonul 1 (2003-2004)

În primul sezon sunt prezentate viețile lui Lucas, Peyton, Nathan, Haley și Brooke în primul lor an de liceu. Principalele evenimente se referă la rivalitatea dintre Nathan și Lucas, relația Nathan-Haley, triunghiul amoros Peyton-Lucas-Brooke, relațiile părinților lor și Campionatul Regional de Bachet.
- Sezonul 2 (2004-2005)

În al doilea sezon, personajele principale se implică în noi relații amoroase: Lucas o cunoaște pe Anna, Brooke pe Felix, iar Peyton și Jake se combină. În schimb mariajul lui Nathan cu Haley pare să se destrame, în principal din cauza muzicianului Chris Keller. Lucas descoperă că a moștenit boala de inimă genetică a lui Dan. Karen își reia studiile și începe o relație cu profesorul ei, Andy Hargove și își deschide propriul club pentru tineri, Tric. Deb se luptă cu dependența de droguri și alcool.
- Sezonul 3 (2005-2006)

În sezonul trei apare un nou personaj, Rachel Gatina, care intervine în relația lui Lucas cu Brooke. Relația dintre Peyton și Jake nu merge prea bine, în timp ce Haley și Nathan se împacă și plănuiesc o înnoire a jurămintelor. Chris Keller apare pentru ultima oară în serial. Dan încearcă să afle cine a încercat să-l omoare în sezonul anterior. Unul dintre episoadele cele mai importante, în care sunt prezente majoritatea personajelor principale, ni-i înfățișează pe aceștia ostatici în liceu. Această situație se încheie cu Peyton fiind împușcată și Keith ucis de Dan.
- Sezonul 4 (2006-2007)

Apare din nou triunghiul amoros Peyton-Lucas-Brooke. Haley este însărcinată, iar Nathan are probleme din cauza unui împrumut mare de bani de la oamenii nepotriviți. Peyton este hărțuită de fratele ei vitreg, Derek, dar Lucas și adevăratul Derek o salvează. Lucas încearcă să afle adevărul în privința morții lui Keith, suspectându-l pe Dan. Dan încearcă să înceapă din nou o relație cu Karen. Brooke se împrietenește cu Rachel. Sezonul se încheie cu ceremonia de absolvire și cu Haley și Karen care nasc.
- Sezonul 5(2008)

Actiunea din sezonul cinci are loc cu patru ani mai tarziu, cand protagonistii incearca sa obisnuiasca cu rolurile de adulti si revin din in cand in orasul natal, One Tree Hill. Lucas, autorul unei carti de succes, este intr-o relatie serioasa cu Lindsey, editorul sau, fiind insa din nou introdus intr-un triunghi amoros, in momentul in care Peyton se intoarce din Los Angeles, unde nu reusise sa se impuna in industria muzicala. Nathan si Haley trec printr-o perioada dificila, din cauza depresiei lui Nathan care suferise un accident. Brooke, cu o cariera stralucita, o ajuta pe Peyton sa isi deschida propriul studio muzical. Lucas, Skills si Nathan devin antrenorii echipei de baschet a liceului.
- Sezonul 6 (2008-2009)

In sezonul al saselea este urmarita relatia dintre Lucas si Peyton, care urmeaza sa se casatoreasca si sa aiba un copil, aparand insa niste complicatii in ceea ce priveste sarcina. Brooke se lupta cu Victoria pentru companie si o ia in grija pe Sam, o adolescenta orfana. Primul roman al lui Lucas urmeaza sa fie transformat in film si apare astfel producatorul Julian Baker, fostul iubit al lui Peyton care se va indragosti insa de Brooke. Mouth si Millie incearca sa-si salveze relatia, iar Nathan si Haley incearca sa-si atinga fiecare visul sau, Nathan ajungand in NBA. Skills este pentru o buna parte a sezonului noul iubit al lui Deb.
- Sezonul 7 (in filmare)

Actiunea va avea loc la un an dupa evenimentele povestite in sezoanele anterioare.
Chad Michael Murray si Hilarie Burton nu vor continua acest proiect, insa vor aparea trei noi personaje: Quinn, sora excentrica a lui Haley; Clayton, impresarul lui Nathan si Alex, noua imagine a firmei 'Clothes over Bros'. 
Acest sezon va avea premiera pe 14 septembrie 2009, pe canalul american de televiziune CW.

## Coloană sonoră
One Tree Hill Volume 1 
- Gavin DeGraw - I Don't Want To Be [Live Version]
- The Wreckers - The Good Kind
- Jimmy Eat World - Kill
- Travis - Reoffender
- The Get up kids - Overdue
- Rock 'N' Roll Soldiers - Funny Little Feeling
- Tyler Hilton - Glad (acoustic)
- 22-20s - Shoot Your Gun
- Story of the year - Sidewalks
- Tyler Hilton and Bethany Joy Lenz - When The Stars Go Blue
- Keane - Everybody's Changing
- Jack's mannequin - Mixtape
- Sheryl Crow - The First Cut Is The Deepest (acoustic)
- Trespassers William - Lie In The Sound

One Tree Hill Volume 2
- Feeder - Feeling A Moment
- Jack's Mannequin - The Mixed Tape
- Audioslave - Be Yourself
- Nada Surf - Always Love
- Gavin DeGraw - Jealous Guy
- Citizen Cope - Son's Gonna Rise
- Hot Hot Heat - Middle of Nowhere
- Tyler Hilton - Missing You
- Mozella - Light Years Away
- Shout Out Louds - Please Please Please
- Fall Out Boy - I've Got A Dark Alley And A Bad Idea That Says You Should Shut Your Mouth (Summer Song)
- Jimmy Eat World - 23
- Haley James Scott - Halo
- Michelle Featherstone - Coffee & Cigarettes
- Strays Don't Sleep - For Blue Skies

The Road Mix
- Dashboard Confessional – Don't Wait
- The Honorary Title – Stay Away
- Kooks – Naive
- Band of Horses – The Funeral
- José Gonzales – Heartbeats
- Tyler Hilton – You'll Ask for Me
- Lupe Fiasco – I Gotcha
- Gym Class Heroes – Good Vibrations
- The Wreckers – Lay Me Down
- The Constantines – Soon Enough
- Calexico / Iron & Wine – He Lays in the Reins
- Lucero – Tell Me What It Takes
- Songs:Ohia – Just Be Simple
- The Weepies – World Spins Madly On
- La Rocca – Non-Believer
- Mother Love Bone – Chloe Dancer/Crown of